# الدولة القاجارية
إيران القاجارية (بالفارسية: ایران قاجاری) أو فارس القاجارية كما يُطلق عليها الإمبراطورية القاجاريَّة (بالفارسية: شاهنشاهی قاجار) أو دولة فارس العليّة وتسمى رسميًا دولة إيران العليّة (بالفارسية: دولت عَلیّهٔ ایران) المعروفة أيضًا بتسمية ممالك إيران المحروسة (بالفارسية: ممالک محروسهٔ ایران) هي دولة إيرانية حكمتها السلالة القاجارية واستمرت قائمةً من سنة 1789م إلى 31 أكتوبر (تشرين الأول) 1925م. تأسست حينما تمكن القاجاريون من السيطرة على كامل إيران وتوحيدها تحت قيادة الشاهنشاه محمد خان القاجاري. وقد شملت الدولة معظم الأراضي الإيرانية الحالية بالإضافة إلى أذربيجان وجورجيا وأرمينيا.

## تاريخ

### الأصول
ينتمي حكام القاجار  إلى السلالة الفرعية كراغوز أو «العين السوداء»، المنحدرة من قبيلة قاجار من أتراك الأوغوز. استقر القاجار للمرة الأولى خلال فترة المغول في محيط أرمينيا، وكانوا من بين قبائل قزلباش السبع التي دعمت الصفويين. ترك الصفويون ألبانيا القوقازية (جمهورية أذربيجان الحالية) للخانات التركمانيين، «في عام 1554م، حكم شاهفيردي سولتان كنجه، وكانت عائلته تحكم قاراباغ في جنوب ألبانيا القوقازية».
شغل القاجار عددًا من البعثات الدبلوماسية والمحافظات في القرنين السادس عشر والسابع عشر للصفويين، وأعاد عباس الأول الصفوي توطينهم في جميع أنحاء إيران. استقر عدد كبير منهم أيضًا في أستار أباد (جرجان، إيران حاليًا) بالقرب من ركن بحر قزوين الجنوبي الشرقي، وتمكنوا من الصعود إلى السلطة فيما بعد. يعد شاه قلي خان من الأسلاف المباشرين لسلالة القاجار. كان ابنه فتح علي خان القاجاري (المولود في 1685-1693) قائدًا عسكريًا معروفًا خلال حكم الشاه الصفوي طهماسب الثاني، والشاه سلطان حسين الأول الصفوي. قُتل بناء على أوامر من الشاه نادر شاه عام 1726. كان محمد حسن خان القاجاري ابن فتح علي خان (1722-1758) والد محمد خان القاجاري وحسين كولي خان، أنجب حسين فيما بعد الشاه فتح علي شاه ثاني سلاطين السلالة القاجارية. قُتل محمد حسن خان بناء على أوامر من كريم خان زند، الذي ينتمي إلى سلالة زند الحاكمة.
خلال 126 عامًا بين زوال الدولة الصفوية، وصعود ناصر الدين شاه القاجاري، تطور القاجاريون من قبيلة رعاة ومحاربين لهم معاقل في شمال بلاد فارس إلى سلالة فارسية حاكمة تنعم بكل زخارف النظام الملكي الإسلامي.

### الصعود إلى السلطة
«مثل كل السلالات الحاكمة في بلاد فارس منذ القرن الحادي عشر، وصل القاجار إلى السلطة بدعم من قوات القبائل التركية، مع استخدام الفرس المثقفين لتعزيز بيروقراطية تلك القوات» في عام 1779، بعد وفاة كريم خان زند، بدأ زعيم القاجار محمد خان القاجاري في إعادة توحيد إيران. عُرف محمد خان بأنه واحد من أقسى الملوك، حتى بمعايير إيران في القرن الثامن عشر. خلال سعيه إلى السلطة، دمر مدنًا، وذبح سكانها بالكامل، وتسبب بعمى نحو 20 ألف رجل في مدينة كرمان لأن السكان المحليين اختاروا الدفاع عن المدينة ضد حصاره.
تألفت جيوش القاجار في ذلك الوقت في معظمها من التركمان والعبيد الجورجيين. بحلول عام 1794، كان محمد خان قد قضى على كل منافسيه، بما في ذلك لطف علي خان، آخر أفراد سلالة زند، وأعاد ترسيخ السيطرة الفارسية على الأراضي الواقعة في القوقاز بالكامل. أسس محمد خان عاصمته في طهران، التي كانت قرية تقع بالقرب من أنقاض مدينة الري القديمة. في عام 1796، توج رسميًا كشاه. في عام 1797، اغتيل محمد خان القاجاري في شوشا، عاصمة خانية قراباغ، وخلفه ابن أخيه فتح علي شاه القاجاري.

### استعادة جورجيا وبقية القوقاز
في عام 1744، منح نادر شاه مملكة كارتلي وكاكيتي لتيموراز الثاني وابنه هيراكليوس الثاني، كمكافأة لهما على ولائهما. عندما توفي نادر شاه عام 1747، استغلا الفوضى التي اندلعت في إيران، وأعلنا الاستقلال. بعد وفاة تيموراز الثاني عام 1762، سيطر هيراكليوس الثاني على كارتلي، ووحد المملكتين، ليصبح أول حاكم جورجي يرأس جورجيا الشرقية الموحدة سياسيًا في ثلاثة قرون من الزمن. في نفس الوقت تقريبًا، اعتلى كريم خان زند العرش الإيراني. سرعان ما بايع هيراكليوس الثاني الحاكم الشرعي الإيراني الجديد، ولكنه مع ذلك، ظل مستقلًا في الواقع. في عام 1783، وضع هيراكليوس الثاني مملكته تحت حماية الإمبراطورية الروسية بموجب معاهدة جورجيفسك. 
السقوط
تزايدت المشاكل الاقتصادية بالدولة القاجارية في أواخر القرن التاسع عشر، وتزايد الغضب الشعبي من الأسرة الحاكمة في ظل بيع مقدرات البلاد للاورويين في إطار منح وتوزيع الامتيازات (الاحتكارات)، وادى ذلك إلى بلورة الغضب العام في إطار حرك نخبوي وشعبوي توّج باندلاع أحداث الثورة الدستورية (المشروطيّة)، والتي تمحورت حول المطالبة بكبح السلطة الملكية لصالح فرض السيادة القانونية والدستورية. واستمرت أحداث هذه الثورة ما بين شد وجذب بين القاجاريين والقوى الشعبية، ما بين عامي 1905م و1911م.
وما أن خرجت البلاد من أحداث الثورة المشروطية حتى دخلت الحرب العالمية الأولى، وعلى الرغم من أن إيران قد أعلنت الحياد، إلا أن العثمانيين غزوها. كما كانت أجزاء كبيرة من البلاد تخضع لسيطرة الإمبراطورية الروسية. فضلاً عن الاحتلال البريطاني لبوشهر. وأسهمت هذه الحتلالات في تعزيز ضعف الحكم القاجاري وزعزعته.
وبعد الحرب، وفي أواخر عام 1920م، كانت الجمهورية الفارسية الاشتراكية السوفيتية تستعد للزحف إلى طهران. وفي ظل هذا التهديد، فضلاً عن العديد من الاضطرابات الأخرى، كانت بريطانيا منزعجة من ضعف الحكم القاجاري، وتغشى من خطر التمدد السوفيتي إلى إيران. وفي يناير 1921م، قام الجنرال البريطاني، السير إدموند أيرونسايد، بترقية رضا خان لقيادة لواء القوزاق الفارسي. وبعد حوالي شهر، وصلت قوات رضا خان إلى طهران. وقام بحلّ الحكومة القاجاريّة. وبذلك تم الانقلاب على الحكم القاجاري، ومن ثم أطلق رضا خان عمليات عسكرية للقضاء على التمردات في مختلف أنحاء البلاد. وفي عام 1925م تم تعيين رضا حاكماً للبلاد من قبل الجمعية الدستورية، وبذلك انتهت الدولة القاجارية، وقامت الدولة البهلوية.